# Bravida Arena
Nya Rambergsvallen, actualmente conocido como Bravida Arena por motivos de patrocinio, y como Hisingen Arena para competiciones de la UEFA, es un estadio de fútbol ubicado en el área de Hisingen en la ciudad de Gotemburgo, Suecia. El estadio inaugurado en 2015 es de uso del BK Häcken, club que milita en la Allsvenskan, la máxima categoría del fútbol sueco. El estadio fue construido en el sitio del antiguo Rambergsvallen demolido en 2014.
La nueva sede del club de 6.500 asientos (ampliable a 8.000) tuvo un costo de alrededor de 181 millones de coronas suecas (€ 19,5 millones). El nuevo estadio posee campo de césped artificial y gradas cubiertas. El 21 de enero de 2015 se dio a conocer el nuevo nombre, cuando la empresa de soluciones tecnológicas Bravida con sede en Estocolmo adquirió los derechos de denominación.
El partido inaugural el 5 de julio de 2015 lo disputaron el equipo local BK Häcken y Helsingborgs IF. El conjunto local ganó el encuentro por 3-2 ante 6.049 espectadores.
El 30 de mayo de 2019, el estadio fue sede de la final de la Copa de Suecia, ocasión en que el anfitrión BK Häcken venció por 3-0 al AFC Eskilstuna frente 4958 espectadores, conquistando por segunda vez el título de copa en su historia.
A principios de 2021 el vigente campeón de fútbol femenino Kopparbergs/Göteborg FC, se unió al BK Häcken como BK Häcken FF, y desde entonces disputan sus partidos de la Damallsvenskan y de la Liga de Campeones Femenina en el estadio.

### El viejo estadio
El Rambergsvallen fue un estadio de fútbol y atletismo, fue inaugurado en 1935 y poseía una capacidad de 7.000 asientos en sus dos tribunas, de los cuales 3.000 eran asientos cubiertos. El estadio sirvió como sede del equipo de fútbol de primera división sueco BK Häcken y de los equipos de cuarta división Västra Götland y Lundby IF. El récord de asistencia fueron 8.379 espectadores el 10 de abril de 2000 en el derbi local entre el BK Häcken contra el IFK Göteborg.

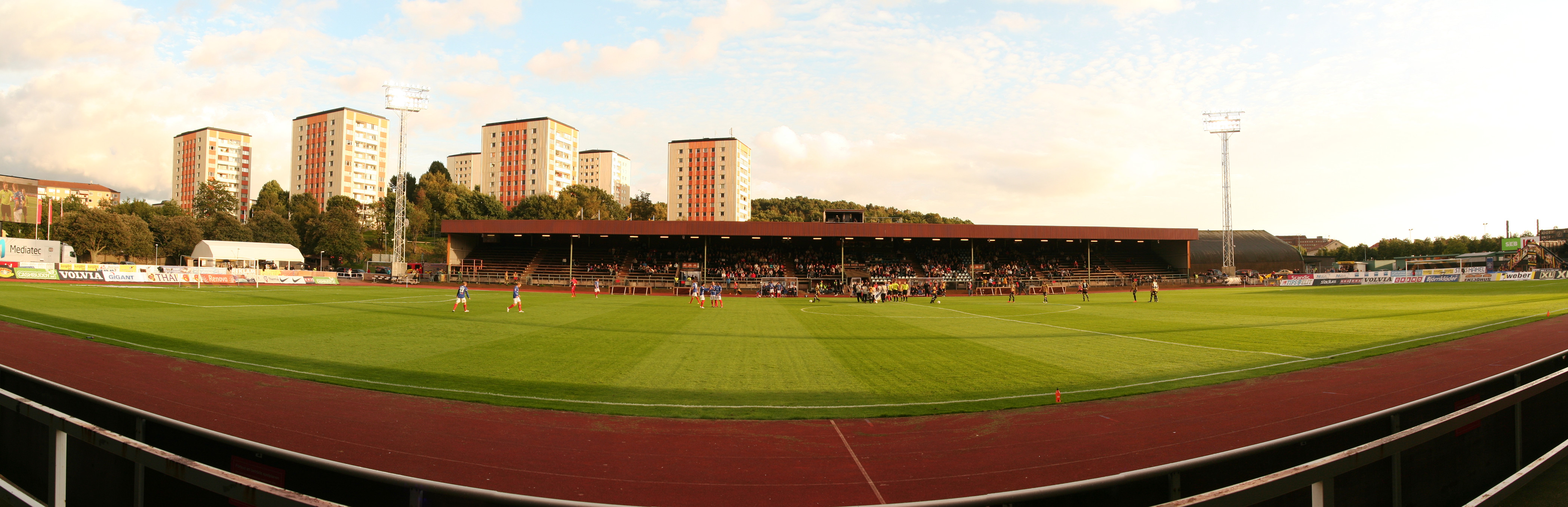
Panorámica del antiguo Rambergsvallen.